# مبارز خیابانی ۲: فیلم پویانمایی
مبارز خیابانی ۲: فیلم پویانمایی که در ژاپن و استرالیا تحت عنوان فیلم مبارز خیابانی II (ژاپنی: ストリートファイター II MOVIE هپبورن: Sutorīto Faitā Tsū Mūbī) شناخته می‌شود، یک فیلم اقتباسی پویانمایی به نویسندگی کنیچی ایمایی و کارگردانی گیسابورو سوگی است که با الهام از بازی ویدئویی مبارز خیابانی ۲ اثر شرکت کپ‌کام ساخته شده‌است. این فیلم که ابتدا در ۶ اوت ۱۹۹۴ در کشور ژاپن اکران شد، بعدها در سینماهای بریتانیا، فرانسه و اسپانیا نیز به‌نمایش درآمد و توسط انیمیز و مانگا انترتینمنت در قالب دوبله و زیرنویس انگلیسی عرضه شد. این فیلم به‌وسیلهٔ شرکت توئی در ژاپن منتشر شد، در حالی که فاکس قرن بیستم آن را در دیگر کشورها عرضه کرد.
فیلم با واکنش‌های مثبتی از سوی منتقدان همراه بود و یک موفقیت تجاری به‌شمار می‌رفت. استودیو گوروپو تاکو بعدها اقتباس دیگری از بازی مبارز خیابانی ۲، سری انیمه‌ای تحت نام مبارز خیابانی ۲ وی تولید کرد.